# كمال الشبلي
كمال الشبلي، ولد يوم 9 مارس 1954 بتونس، لاعب ومدرب كرة قدم يشغل خطة مدافع في النادي الإفريقي.

## سيرته
نشأ بين باب عليوة ومونفلوري. في سن 12 وقع أول عقد له لصالح وداد مونفلوري ومعه بقي أربع سنوات قبل الانضمام إلى النادي الإفريقي.
في سنة 1975، بدأ مسيرته مع المحترفين، وتلقى بعد سنة أول دعوة للمنتخب الوطني التونسي وذلك أمام السعودية كما شارك في كأس العالم 1978 بالأرجنتين.
في سنة 2009، عين مدربا لالمستقبل الرياضي بالمرسى بهدف إرجاع الفريق إلى القسم الأول. نجح في تحقيق الهدف لكنه أقيل في بداية الموسم الموالي بسبب سوء النتائج.

## مسيرته

### لاعب
- 1966-1970 : وداد مونفلوري ( تونس)
- 1970-1987 : النادي الإفريقي ( تونس)

### مدرب
- 1993-1994 : الإتحاد المنستيري ( تونس)
- 1994-1995 : النادي الرياضي للشيمينو ( تونس)
- 1995-1995 : سبورتينغ بن عروس ( تونس)
- 1996-1997 : جمعية أريانة ( تونس)
- 1998-1998 : سبورتينغ بن عروس ( تونس)
- 2000-2001 : قرمبالية الرياضية ( تونس)
- 2001-2002 : أولمبيك مدنين ( تونس)
- 2003-2003 : جمعية جربة ( تونس)
- 2004-2004 : نجم بني خلاد ( تونس)
- 2004-2005 : النادي الإفريقي ( تونس)
- 2005-2005 : نادي النصر ( عُمان)
- 2007-2007 : هلال بنغازي ( ليبيا)
- 2007-2008 : مستقبل القصرين ( تونس)
- 2008-2009 : نادي الحصن ( الإمارات العربية المتحدة)
- 2009-2010 : مستقبل المرسى ( تونس)

## إنجازات
- بطولة تونس: 1979، 1980
- كأس تونس: 1976
- الكأس المغاربية للأندية البطلة: 1975

## روابط خارجية
- كمال الشبلي على موقع الاتحاد الدولي (مؤرشف)  (الإنجليزية)
- كمال الشبلي على موقع قاعدة بيانات كرة القدم.إي يو (الإنجليزية)
- كمال الشبلي على موقع ناشيونال فوتبول تيمز (الإنجليزية)
- كمال الشبلي على موقع عالم كرة القدم.نت (الإنجليزية)